# Latifa Laâbissi
Latifa Laâbissi (née en 1964 à Grenoble) est une chorégraphe et danseuse française. 

## Biographie
Latifa Laâbissi est née en 1964 à Grenoble. Elle entame sa pratique de la danse contemporaine en France avant de poursuivre sa formation à New York au studio Cunningham. 
À son retour en Europe en 1990, elle travaille comme interprète au sein du groupe Émile Dubois dirigé par Jean-Claude Gallotta. Elle sera aussi interprète pour divers chorégraphes tels que Georges Appaix, Loïc Touzé, Robyn Orlin, Jennifer Lacey, Dominique Brun et Boris Charmatz.
En 2008, elle fonde sa propre compagnie, Figure Project et trois ans plus tard elle crée le projet Extension Sauvage :  un programme de danse contemporaine situé en milieu rural en Ille-et-Vilaine. Extension Sauvage se compose d'un programme pédagogique et d'un festival éponyme. 

## Création chorégraphique
- 2002 : I Love Like Animals
- 2003 : Love (conception Loïc Touzé et Latifa Laâbissi)
- 2004 : Habiter (performance)
- 2006 : Self portrait camouflage
- 2008 : Histoire par celui qui la raconte
- 2010 : Loredreamsong
- 2012 : Écran somnambule
- 2012 : La Part du rite
- 2013 : Autoarchive (performance)
- 2013 : Adieu et Merci
- 2016 : Pourvu qu'on ait l'ivresse (conception Latifa Laâbissi et Nadia Lauro)
- 2018 : Witch Noises
- 2018 : Consul et Meshie (co-création avec Antonia Baehr, installation visuelle Nadia Lauro)
- 2019 : White Dog
- 2021 : Ghost Party (1) (co-création avec Manon de Boer)
- 2021 : La Nuit tombe quand elle veut (co-création avec Marcelo Evelin)
- 2022 : Ghost Party (2) (co-création avec Manon de Boer)
- 2022 : Persona (co-création avec Manon de Boer)
- 2022 : Fugitive Archives (commande du CCN-Ballet de Lorraine)
- 2023 : Colours and Numbers (co-création avec Antonia Baehr)